# Seelyville
Seelyville es un pueblo ubicado en el condado de Vigo en el estado estadounidense de Indiana. En el Censo de 2010 tenía una población de 1029 habitantes y una densidad poblacional de 437,55 personas por km².

## Geografía
Seelyville se encuentra ubicado en las coordenadas 39°29′36″N 87°16′1″O / 39.49333, -87.26694. Según la Oficina del Censo de los Estados Unidos, Seelyville tiene una superficie total de 2.35 km², de la cual 2.3 km² corresponden a tierra firme y (2.2%) 0.05 km² es agua.

## Demografía
Según el censo de 2010, había 1029 personas residiendo en Seelyville. La densidad de población era de 437,55 hab./km². De los 1029 habitantes, Seelyville estaba compuesto por el 97.76% blancos, el 0.39% eran afroamericanos, el 0.19% eran amerindios, el 0.19% eran asiáticos, el 0% eran isleños del Pacífico, el 0.19% eran de otras razas y el 1.26% pertenecían a dos o más razas. Del total de la población el 0.87% eran hispanos o latinos de cualquier raza.